# 张雪岩
张雪岩（1950年—），汉族，中华人民共和国政治人物、第十一届全国政协委员。
加入中国国民党革命委员会，担任天津商会副会长、天津福光投资集团有限公司董事长。2008年，当选第十一届全国政协委员，代表社会福利和社会保障界，分入第四十八组。